# فورتونا (مرسية)
بلدية فورتونا (بالإسبانية: Fortuna) هي بلدية تقع في منطقة مرسية جنوب شرق إسبانيا.

## الديموغرافيا
بلغ عدد سكان بلدية فورتونا 10.002 نسمة عام 2011 (وفقاً للمعهد الوطني الإسباني للإحصاء).
| 6.295 | 6.652 | 7.194 | 8.108 | 9.939 | 9.583 | 10.002 |